# Центральная мечеть города Актобе

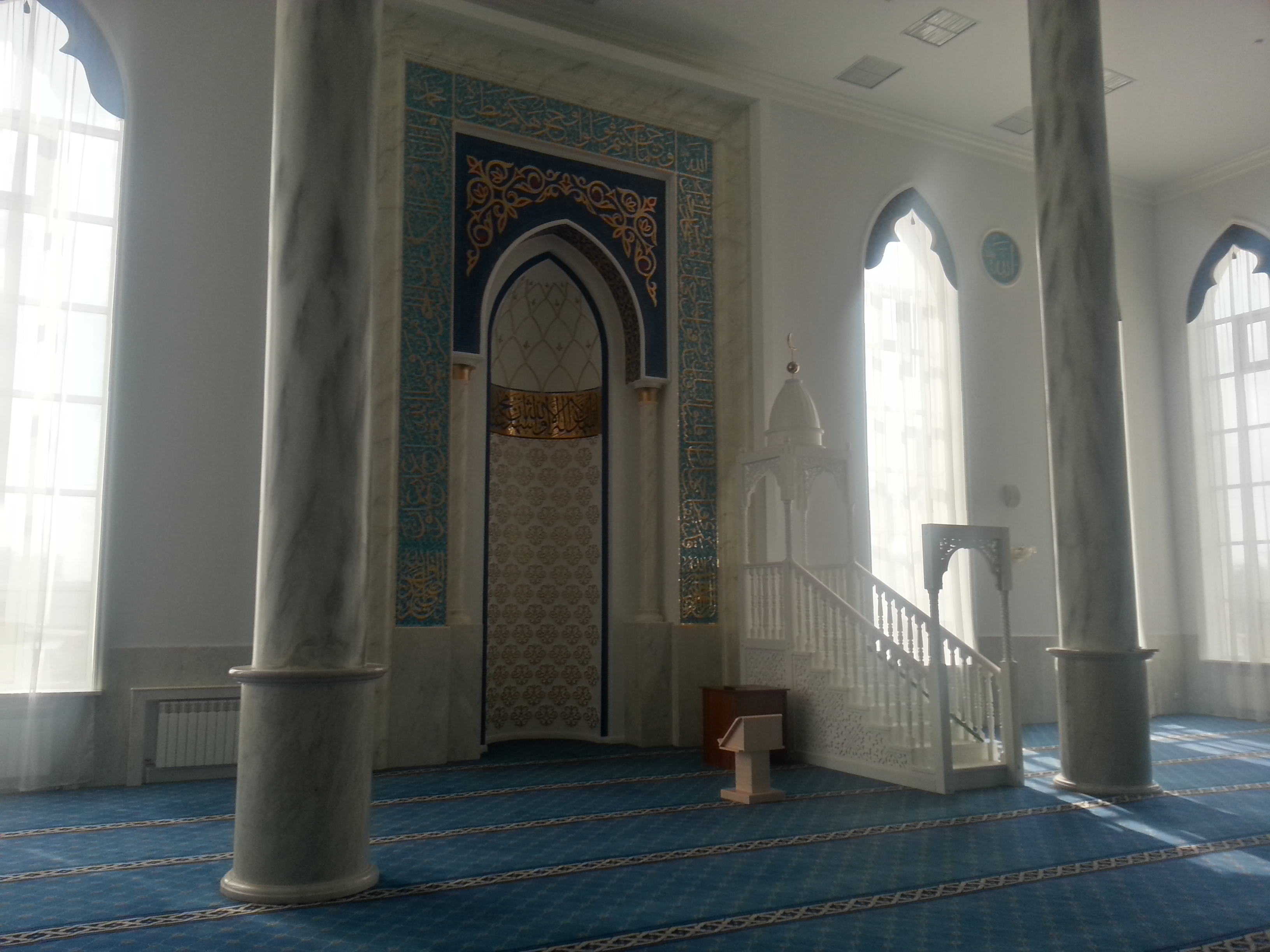
Интерьер

Центра́льная мече́ть го́рода Актобе́ (каз. Ақтөбе қалалық орталық мешіті) — мечеть в Актобе, расположенная в старой части города, на улице Шыганака Берсиева.
Строительство первой мечети города, на месте которой затем была возведена Центральная мечеть, началось в 1901 году и было закончено через 2 года. В комплекс мечети, помимо основного здания, входили медресе, гостиница, стоянка для лошадей и дома священнослужителей. Эти сооружения были разобраны во время Великой Отечественной войны для нужд строительства. Мечеть была вновь построена в 1990 году, а в 2014 году рядом со старым помещением мечети было возведено новое просторное здание по проекту Айвара Саттарова.

## История

### Первая мечеть Актобе
Согласно данным из книги Фёдора Тарасенко «Город. Годы. Люди. Жизнь.», фундамент мечети в восточной части Актюбинска был заложен в 1901 году. Однако, несмотря на готовый проект будущей мечети, строительство на время прекратилось из-за причин материального характера и неурожая. Окончательно мечеть была построена только в 1903 году, а первый намаз был прочитан в ней в 1904 году.
Впервые вопрос о строительстве мечети в Актобе был поднят еще в 1885 году, когда начальником Актюбинского уезда был Сунгуров. Этот вопрос был вновь поднят при уездном Султане Сейдалине. К 1900 году на строительство мечети внесли пожертвования около 200 человек. Основными инициаторами строительства были татарские купцы, которые по некоторым данным проживали в том районе, где сейчас расположена мечеть. Среди них стоит отметить оренбургского купца Махмутбая Ибрагимова, который пожертвовал крупную сумму денег на строительство будущей мечети и ездил в Ташкент для консультации со специалистами.
Кроме основного здания мечети, в комплекс входили дома имамов и муэдзинов, гостиница для приезжих мусульман, медресе и стойло для лошадей. Первым имамом стал Омар-хазрет, а первым муэдзином — Зейнолла Януаров, которого для этого специально пригласили из Уфы.
После установления советской власти, в 1921 году мечеть была закрыта, а имамы подверглись репрессиям. Имам Омар-хазрет был сослан в Карагандинский лагерь, где и умер после голодовки в 1925—1926 годах. После этого мечеть в 1934 году была переделана сначала в типографию, затем в склад драмтеатра. В годы Великой Отечественной войны прилегающие здания мечети были разобраны на стройку заводов рентгеноаппаратуры и сельскохозяйственных машин.

### Реконструкция
В 1990 году по инициативе руководителей города мечеть была вновь открыта. В 2012 году было начато расширение мечети и строительство нового корпуса.
Летом 2014 года, после двух лет строительных работ, Центральная мечеть предстала перед прихожанами в обновлённом виде. Старое здание мечети, в связи с исторической ценностью, было решено сделать музеем, а рядом построить новое вместимостью 1250 человек, в котором предусмотрены мужские и женские молельные залы, столовая и тому подобное. Средства на строительство были собраны с пожертвований актюбинских организаций и жителей города, в общей сложности было потрачено около 700 млн тенге. Автором проекта стал татарстанский архитектор Айвар Саттаров, который ранее участвовал в строительстве мечети Нур Гасыр.
На торжественном открытии мечети присутствовали Верховный муфтий Казахстана Ержан Маямеров и аким города Актобе Ерхан Умаров.

Казахский народ пережил немало тяжелых времен, когда в стране не было спокойствия, не было возможности читать намаз, держать пост. Сегодня пришло то время, о котором мечтали наши предки. Нам нужно сохранить и беречь наше единство и впредь. Пусть новая мечеть станет центром духовного воспитания молодёжи.
— Ержан Маямеров
К открытию мечети народно-демократической партией «Нур-Отан» была приурочена научно-практическая конференция на тему «Ханафитский мазхаб — духовное наследией Средней Азии», в которой, помимо Верховного муфтия, принимали участие: заместитель акима области Марат Тагимов, заместитель председателя Агентства по делам религий Казахстана Галым Шойкин, первый заместитель председателя Совета муфтиев России Дамир Мухетдинов, профессор Евразийского национального университета Досай Кенжетай, ректор Российского исламского института Рафик Мухаметшин, директор департамента по делам религий Актюбинской области Бауыржан Есмахан.